# Volta à Colômbia Feminina
A Volta à Colômbia Feminina (Oficialmente: Volta a Colombia Feminina Oro y Paz) é uma carreira ciclista feminina por etapas que se realiza na Colômbia desde o ano 2016 nos meses de Outubro ou Novembro, e compreende um percurso de cinco etapas por diferentes zonas do país, acolhendo às melhores ciclistas do país e conta com a participação de competidoras com bagagem internacional.
A primeira edição da carreira foi de categoria amador, mas desde o ano 2017 faz parte do calendário UCI feminino na categoria 2.2. (última categoria destes circuitos).

## História
A ideia de uma Volta à Colômbia Feminina vinha gerindo-se desde alguns anos atrás pela dirigência da Federação Colombiana de Ciclismo, ente organizador da prova masculina, do mesmo modo que as grandes concorrências do mundo têm lançado nos últimos anos a versão feminina, a Volta à Colômbia promete oferecer um espectáculo de garantias, à altura das grandes carreiras do mundo. A concorrência, faz parte do calendário anual do ciclismo colombiano, com o fim de fortalecer a alta concorrência entre as mulheres e nutrir o calendário feminino a mais carreiras. A Volta à Colômbia Feminina tem o respaldo de Coldeportes, entidade do Governo para a alavancagem do desporto e da empresa privada.
Após o sucesso e a grande acolhida da edição inaugural da Volta à Colômbia Feminina de 2016, a Federação Colombiana de Ciclismo tem anunciado que a partir do ano 2017 a carreira será incluída no calendário internacional da União Ciclista Internacional (UCI), na categoria feminina 2.2.
O evento da Volta à Colômbia Feminina de 2017 compreendeu um percurso com cinco etapas, que começou o seu curso com um prólogo contrarrelógio individual de 6,6 quilómetros no município de Zarzal, logo o pelotão rodou por alguns municípios tradicionais do Vale do Cauca como Buga e Cartago, até ligar com os departamentos de Risaralda e Caldas, onde se disputou a etapa rainha com ascensão à Praça de touros de Manizales, no último dia de carreira, sendo ganhadora desta versão Ana Cristina Sanabria, por segunda vez consecutiva.

## Palmarés
| Ano  | Vencedor        | Segundo           | Terceiro                 |
| ---- | --------------- | ----------------- | ------------------------ |
| 2016 | Ana Sanabria    | Lilibeth Chacón   | Lorena Colmenares        |
| 2017 | Ana Sanabria    | Lilibeth Chacón   | Liliana Moreno           |
| 2018 | Ana Sanabria    | Liliana Moreno    | Marcela Prieto           |
| 2019 | Aranza Villalón | Camila Valbuena   | Leidy Natalia Muñoz Ruiz |
| 2020 | Miryam Nuñez    | Lorena Colmenares | Lina Hernández           |
| 2021 | Lilibeth Chacón | Aranza Villalón   | Miryam Nuñez             |
| 2022 | Diana Peñuela   | Lina Hernández    | Anet Barrera Esparza     |
| 2023 | Lilibeth Chacón | Diana Peñuela     | Ana Sanabria             |
| 2024 | Lilibeth Chacón | Nadia Gontova     | Estefanía Herrera        |
| 2025 |                 |                   |                          |

## Palmarés por países
| País     | Vitórias |
| -------- | -------- |
| Colômbia | 3        |
| Chile    | 1        |